# Municipio de Croatan
El municipio de Croatan (en inglés: Croatan Township) es un municipio ubicado en el  condado de Dare en el estado estadounidense de Carolina del Norte. En el año 2010 tenía una población de 1.085 habitantes.

## Geografía
El municipio de Croatan se encuentra ubicado en las coordenadas 35°42′57.62″N 75°46′5.64″O / 35.7160056, -75.7682333.